# Gesamtdeckungsprinzip
Das Gesamtdeckungsprinzip (auch: Grundsatz der Gesamtdeckung oder Non-Affektationsprinzip) ist ein  Haushaltsgrundsatz mit dem Inhalt, dass sämtliche Einnahmen eines öffentlichen Haushalts zur Deckung sämtlicher Ausgaben dienen, also nicht zweckgebunden sind. Das Prinzip gilt sowohl in der Kameralistik als auch in der Doppik, und zwar sowohl bei der Aufstellung der Bundeshaushalte und Landeshaushalte als auch bei den Haushalten der Gebietskörperschaften und öffentlich-rechtlicher Körperschaften (wie z. B. Rundfunkanstalten).

## Allgemeines
Durch die kameralistische Gegenüberstellung von Einnahmen und Ausgaben in einem öffentlichen Haushalt liegt es nahe, bestimmten Ausgaben auch konkrete Einnahmen zuzuordnen und Kausalitäten zwischen beiden herzustellen. Es war und ist auch politisch motiviert, bestimmte Steuereinnahmen nur für konkrete Ausgabenzwecke zu erheben. So wurde die Mineralölsteuer im Bundeshaushalt 1959 trotz Gesamtdeckungsprinzip gegenüber der Öffentlichkeit fast vollständig den Ausgaben für den Straßenbau zugeordnet. Im Jahr 2005 standen den Steuereinnahmen von 48 Mrd. € lediglich 17,5 Mrd. € Ausgaben für den Straßenbau gegenüber, wobei bei diesen Summen die Kosten für Stellflächen, Straßenbeleuchtung und -reinigung ebenso wenig berücksichtigt sind wie die externen Kosten des Straßenverkehrs (z. B. Unfälle, Lärm, Luftverschmutzung) sowie die externen Nutzen.

## Funktion und Begründung
Das Gesamtdeckungsprinzip soll es dem Gesetz- (bzw. Satzungs-)geber erlauben, frei über die Einnahmen zu verfügen, ohne bezüglich der Ausgaben gebunden zu sein. Es soll verhindert werden, dass einzelne Einnahmequellen für spezifische Sonderzwecke gebunden sind. Letztlich ist das Gesamtdeckungsprinzip ein Ausdruck des Demokratieprinzips, denn der frei gewählte Gesetzgeber ist jedes Jahr autonom in der Verwendung der Mittel und kann nicht durch frühere Mehrheiten in seiner aktuellen Entscheidung eingeschränkt werden.

## Folgen der Gesamtdeckung
Das seit Januar 1974 in Deutschland geltende Prinzip der Gesamtdeckung ermöglicht ein Höchstmaß an Flexibilität bei der Ausgabenplanung, da keine Ausgabenleistung von dem tatsächlichen Aufkommen irgendeiner Steuer abhängig gemacht werden darf (§ 7 Haushaltsgrundsätzegesetz (HGrG); Grundsatz der Gesamtdeckung). Wortgleich wurde es auch in § 8 Bundeshaushaltsordnung (BHO) übernommen. Zwar wird durch den Grundsatz der Gesamtdeckung die Bindung einzelner Einnahmen zu bestimmten Ausgaben aufgehoben, doch wird die Zuordnung bestimmter Einnahmen zu bestimmten Ausgabengruppen hierdurch nicht untersagt. Eine Zweckbindung einzelner Einnahmen für bestimmte Ausgaben ist allerdings grundsätzlich ausgeschlossen. Durch Zweckbindung kann nämlich die Effizienz der Haushaltsplanung beeinträchtigt werden, wenn hierdurch die Lenkung der Ausgaben auf Zwecke mit höherer Priorität verhindert wird. Die Gesamtdeckung steht im Gegensatz zum früheren Prinzip der Einzeldeckung (Zweckbindung), wonach eine bestimmte Ausgabe durch eine bestimmte Steuer- oder Subventionseinnahme zu decken war. Wenn mit der Erhebung neuer Steuern oder der Erhöhung bestehender Steuerarten politisch bestimmte Verwendungszwecke verbunden werden, so hat dies ausschließlich Außenwirkung, ist jedoch ein haushaltsrechtlicher Verstoß gegen den Grundsatz der Gesamtdeckung.

## Ausnahme Einzeldeckung
Diese Zweckbindung ist nunmehr als Ausnahmeregelung vorgesehen. Ein Abweichen vom Gesamtdeckungsprinzip ist unter den strengen Voraussetzungen des § 17 GemHVO aber möglich, wobei die ein- oder gegenseitige Deckungsfähigkeit durch Zweckbindungsvermerk hergestellt werden muss (gekorene Deckungsfähigkeit). Zweckbindungen sind nur statthaft, wenn sie durch Gesetz vorgeschrieben sind oder sich aus der Herkunft oder der Natur der Einnahme ergeben (§ 17 Abs. 1 GemHVO). Die zweckgebundenen Einnahmen werden aus der Gesamtdeckung herausgelöst und stehen nicht mehr zur Finanzierung aller Ausgaben, sondern nur noch als Deckungsmittel für bestimmte Ausgaben zur Verfügung. Auf kommunaler Ebene besteht diese Möglichkeit nicht. Jedoch können bestimmte Gebührenhaushalte vom Gesamtdeckungsprinzip ausgeschlossen sein. Dadurch sind die entsprechenden Gebühreneinnahmen zweckgebunden für die jeweiligen Aufgaben zu entrichten und fallen nicht in die frei verfügbare Masse des Haushalts. Das ist insbesondere der Fall bei selbständigen kommunalen Aufgabenträgern (kommunale Abfallentsorgung oder Wasserwirtschaft), deren Gebühreneinnahmen zweckbestimmt für die an sie übertragenen Aufgaben verwendet werden müssen. Eine derartige Zweckbindung erhöhte für den Bürger die Transparenz, weil er hierdurch die genaue Verwendung bestimmter Einnahmen nachverfolgen konnte. Diese Transparenz fehlt beim Gesamtdeckungsprinzip, denn der Bürger kann zwar eine bestimmte Ausgabe (im Haushalt unter einem genauen „Titel“ verbucht) feststellen, nicht jedoch die sie deckende Einnahme. Das Einzeldeckungsprinzip prägt weiterhin US-amerikanische Haushalte.

## Politische Debatte
In der politischen Debatte werden vielfach neue Steuern bzw. Steuererhöhungen mit neuen Ausgaben oder Ausgabenerhöhungen im Paket beschlossen. Bekannte Beispiele sind
- die Einführung der Sektsteuer zur Finanzierung der kaiserlichen Marine (1902)
- die Einführung des Solidaritätszuschlags zur Finanzierung der Folgen der sozialistischen Wirtschaftspolitik und des Investitionsstaus der ehemaligen DDR (1991) oder
- die Erhöhung der Tabaksteuer zu Erhöhung des Staatszuschusses für die gesetzliche Rentenversicherung („Rauchen für die Rente“) (2001)

Aufgrund des Gesamtdeckungsprinzips bestehen diese Zusammenhänge rechtlich nicht. Eine Abschaffung des Solidaritätszuschlags hätte daher ebenso wenig Wirkung auf die Transferzahlungen an die neuen Länder wie eine Reduzierung der Tabaksteuer Rentenkürzungen bewirken würde. Diese Zusammenhänge sind lediglich Teil der politischen Darstellung, bei der unpopuläre Steuererhöhungen mit populären Leistungsverbesserungen kombiniert werden.
Ein weiterer Aspekt der politischen Debatte ist der Wunsch von Minderheiten, anteilig die Steuern für unerwünschte Ausgaben zu verweigern. So fordert das Netzwerk Friedenssteuer die Möglichkeit des Verweigerns der kalkulatorisch auf die Rüstung anfallenden Steuern. Dies steht im Widerspruch zum Gesamtdeckungsprinzip und ist in Deutschland verfassungswidrig (siehe Steuerverweigerung).